# Limonia synempora
Limonia synempora là một loài ruồi trong họ Limoniidae. Chúng phân bố ở miền Cổ bắc.